# Bank Austria

Logo banku używane w latach 1997–2008

UniCredit Bank Austria AG – bank działający w centralnej i wschodniej Europie, w 96,35% należy do UniCredit Group (BA-CA). Jego historia sięga 1855, kiedy to został założony bank Creditanstalt. W 1991 doszło do fuzji trzech instytucji finansowych: Zentralsparkasse, Kommerzialbank i Oesterreichische Laenderbank, w wyniku której powstał Bank Austria. W 1997 Bank Austria przejął drugi pod względem wielkości kapitału bank austriacki Creditanstalt. W 2000 bank ten zaczął współdziałać z HypoVereinsbank (HVB AG). Od grudnia 2006 bank ten stał się członkiem UniCredit Group. W 2006 kontynuował ekspansję w Rosji, dokonując zakupu akcji w International Moscow Bank oraz wykupując 100% akcji rosyjskiej firmy maklerskiej Aton Capital. Od 31 marca 2008 instytucja działa pod znakiem firmowym „Bank Austria” i posiada nowe logo, które pokazuje związek tego banku z UniCredit Group.